# Danyang-gun
Danyang-gun är en landskommun i den sydkoreanska provinsen Norra Chungcheong. Folkmängden var 29 970
invånare i slutet av 2019. Kommunens centralort är Danyang-eup.
Danyang-gun är indelat i två köpingar (eup) och sex socknar (myeon):
Daegang-myeon,
Danseong-myeon,
Danyang-eup,
Eosangcheon-myeon,
Gagok-myeon,
Jeokseong-myeon,
Maepo-eup och
Yeongchun-myeon.